# Chrysotoxum amurense
Chrysotoxum amurense är en tvåvingeart som beskrevs av Violovitsh 1973. Chrysotoxum amurense ingår i släktet getingblomflugor, och familjen blomflugor. Inga underarter finns listade i Catalogue of Life.